# Экскурсия
Экску́рсия (от лат. excursio — вылазка, набег, вторжение) — коллективное посещение достопримечательных мест, музеев и прочих мест с учебными или культурно-просветительскими целями; часто сочетается с туризмом. Показ объектов происходит под руководством квалифицированного специалиста — экскурсовода, который передаёт аудитории видение объекта, оценку памятного места, понимание исторического события, связанного с этим объектом. Экскурсии могут быть как самостоятельной деятельностью, так и частью комплекса туристских услуг.
Участник экскурсии — экскурсант. К экскурсантам относят лиц, пребывающих в какой-либо местности менее 24 часов.
Однокоренное слово экскурс хоть и тождественно по смыслу, но имеет несколько другое значение: положим, если во время экскурсии по пушкинским местам экскурсовод коротко расскажет о построенных рядом современных архитектурных сооружениях и их создателях, то это будет экскурс в новейшую историю, которая не имеет прямого отношения к жизни поэта.

## История развития
Впервые экскурсии стали внедряться в учебный процесс прогрессивными педагогами Западной Европы и России, выступавшими против схоластики в преподавании, в конце XVIII — начале XIX веков. Постепенно они стали органической частью учебного процесса в школе. В 1910 году в Москве была создана Центральная экскурсионная комиссия, обслуживавшая школьников и педагогов.
Параллельно развивались экскурсии культурно-просветительского направления, проводимые экскурсионными организациями, например, «Экскурсии по России», основанная в 1907 году при Российском обществе туристов. Перед революцией издавалось несколько журналов, посвященных экскурсиям, таких как «Экскурсионный вестник» (Москва, 1914—1916), «Русский экскурсант» (Ярославль, 1914—1917).
Советская власть также рассматривала экскурсию как обязательный элемент учебного процесса. В 1918 году в Москве основано Центральное бюро школьных экскурсий. Экскурсии культурно-просветительского характера стали составной частью туризма в конце 1920 — начале 1930-х годов. В 1928 году создано акционерное общество «Советский турист», преобразованное в 1930 во Всесоюзное добровольное общество пролетарского туризма и экскурсий. Во многих городах были открыты экскурсионно-туристские станции Наркомпроса. С 1936 года руководство развитием туризма и экскурсий было возложено на ВЦСПС и его организации.
После Великой Отечественной войны деятельность туристско-экскурсионных учреждений и организаций ВЦСПС вновь активизировалась. Особенно широкий размах экскурсионное дело приобрело после постановления ЦК КПСС, Совета Министров СССР и ВЦСПС «О мерах по дальнейшему развитию туризма и экскурсий в стране» (1969). Специализированное экскурсионное обслуживание школьников осуществляли детские экскурсионно-туристские станции Министерства просвещения СССР.

## Классификация
Борис Емельянов предложил следующую классификацию экскурсий:
1. По содержанию: обзорные (многоплановые), тематические, учебные и рекламные. Обзорная экскурсия, как правило, многотемная, с использованием исторического и современного материала. Строится на показе различных объектов — памятников истории и культуры, зданий и сооружений, природных объектов, мест знаменитых событий, элементов благоустройства города, промышленных и сельскохозяйственных предприятий и т. д. В обзорных экскурсиях события излагаются крупным планом. Это даёт общее представление о городе, крае, области, республике, государстве в целом. Хронологические рамки такой экскурсии — время существования города с первого упоминания о нём до сегодняшнего дня и перспективы развития. Тематическая экскурсия посвящена раскрытию одной темы, и процесс восприятия объектов экскурсантами подчинен задаче её раскрытия. Тематические экскурсии подразделяются на исторические (историко-краеведческие, археологические, этнографические, военно-исторические, историко-биографические, экскурсии в исторические музеи); производственные (производственно-исторические, производственно-экономические, производственно-технические, профессионально-ориентационные для учащихся); природоведческие или экологические; искусствоведческие (историко-театральные, историко-музыкальные, по народным художественным промыслам, по местам жизни и деятельности деятелей культуры, в картинные галереи и выставочные залы, музеи, в мастерские художников и скульпторов); литературные (литературно-биографические, историко-литературные, литературно-художественные); архитектурно-градостроительные (с показом архитектурных построек данного города, связанные с показом памятников архитектуры определенного исторического периода, дающие представление о творчестве одного архитектора, знакомящие с планировкой и застройкой городов по генеральным планам, с демонстрацией образцов современной архитектуры, экскурсии по новостройкам). Учебная экскурсия рассматриваться как форма учебной работы для различных групп экскурсантов (экскурсия-консультация, экскурсия-демонстрация, экскурсия-урок, учебная экскурсия для специальной аудитории)
2. По составу и количеству участников подразделяются на индивидуальные, коллективные, для местного населения, приезжих туристов, взрослых и школьников и т. д., с учётом особенностей восприятия.
3. По месту проведения: городские, загородные, производственные, музейные, комплексные.
4. По способу передвижения: пешеходные и транспортные, состоящие из двух частей: анализа экскурсионных объектов на остановках и рассказа в пути материала, связанного с характеристикой памятников и памятных мест, мимо которых следует группа.
5. По продолжительности.
6. По форме проведения: экскурсия-массовка, экскурсия-прогулка, экскурсия-лекция (рассказ преобладает над показом), экскурсия-концерт посвящается музыкальной теме с прослушиванием музыкальных произведений, экскурсия-спектакль на основе конкретных произведений художественной литературы и др.

На практике деление экскурсий на чётко определенные группы носит условный характер.